# Libythea celebensis
Libythea celebensis är en fjärilsart som beskrevs av Otto Staudinger och Jean Baptiste Boisduval 1859. Libythea celebensis ingår i släktet Libythea och familjen praktfjärilar. Inga underarter finns listade i Catalogue of Life.